# Trentepohlia (Trentepohlia) albogeniculata
Trentepohlia (Trentepohlia) albogeniculata is een tweevleugelige uit de familie steltmuggen (Limoniidae). De soort komt voor in het Oriëntaals gebied.